# Stazione di Kita-Asaka
La stazione di Kita-Asaka (北朝霞駅?, Kita-Asaka-eki) è una stazione ferroviaria situata della città di Asaka nella prefettura di Saitama, ed è servita dalla linea Musashino della JR East. La stazione è direttamente collegata a quella di Asakadai per effettuare l'interscambio con la linea Tōbu Tōjō.

## Servizi ferroviari
East Japan Railway Company
■ Linea Musashino

## Struttura
La stazione è dotata di due marciapiedi laterali serventi due binari su viadotto. 
| 1 | ■ Linea Musashino | per Nishi-Kokubunji e Fuchū-Hommachi              |
| 2 | ■ Linea Musashino | per Musashi-Urawa, Shin-Matsudo e Nishi-Funabashi |

## Stazioni adiacenti
| «               | Servizio        | »               |
| Linea Musashino | Linea Musashino | Linea Musashino |
| --------------- | --------------- | --------------- |
| Niiza           | Locale          | Nishi-Urawa     |
| Niiza           | Musashino       | Ōmiya           |